# Collias
Collias é uma comuna francesa na região administrativa de Occitânia, no departamento de Gard. Estende-se por uma área de 20,42 km². Em 2010 a comuna tinha 1 088 habitantes (densidade: 53,3 hab./km²).